# Shenzhou 7
Shenzhou 7 (神舟七号) est la troisième mission habitée du programme Shenzhou de la république populaire de Chine. Pour ce troisième vol, trois astronautes ont pris place à bord de la capsule. Après un décollage réussi, le point culminant de la mission a été la première sortie extra-véhiculaire d'un Chinois (et la première réalisée depuis un engin ne provenant ni de la Russie, ni des États-Unis) qui a permis de tester la combinaison spatiale Feitian de fabrication nationale.
Le vaisseau spatial Shenzhou transportant trois membres d'équipage a été lancé le 25 septembre 2008 par une fusée Longue Marche 2F (CZ-2F) depuis la base de lancement de Jiuquan. La mission dura près de trois jours, la cabine atterrissant sans problème dans la région du Siziwang, en Mongolie-Intérieure le 28 septembre à 09:37 UTC.

## Équipage
L'équipage de trois « taïkonautes » chinois fut donné le 17 septembre 2008 :
- Commandant : Zhai Zhigang (1),  Chine
- Astronaute du module orbital[5] : Liu Boming (1),  Chine
- Astronaute du moniteur de descente[5] : Jing Haipeng (1),  Chine

Le chiffre entre parenthèses indique le nombre de vols spatiaux effectués par l'astronaute, Shenzhou 8 inclus.

### Doublure de l’équipage
- Commandant : Chen Quan,  Chine
- Astronaute du module orbital[5] : Fei Junlong,  Chine
- Astronaute du moniteur de descente[5] : Nie Haisheng,  Chine

## Déroulement de la mission
La fusée Longue Marche 2F lança le vaisseau Shenzhou 7 le 25 septembre 2008. Environ 7 heures après le lancement, le vaisseau atteignit l'orbite terrestre basse. Et presque trois jours plus tard, le 28 septembre à 08:48, la manœuvre de désorbitage débuta et la cabine atterrit à 09:37 UTC, aux coordonnées 42° 16′ 41″ N, 111° 21′ 18″ E.
La Chine fut félicitée par des dirigeants du monde entier pour le succès de la mission, qui a distingué un certain nombre de technologies développées pour le programme spatial de la Chine, certaines utilisées pour la première fois.
Shenzhou 7 est la première mission spatiale habitée chinoise à emporter trois personnes pendant plusieurs jours et effectuer une opération complète.

### Paramètres de mission
- Masse : 7 840 kg
- Périgée : 330 km[8]
- Apogée : 336 km[8]
- Inclinaison : 42.4°[8]
- Période : 91.2 minutes
- NSSDC ID : 2008-047A

### Première EVA chinoise

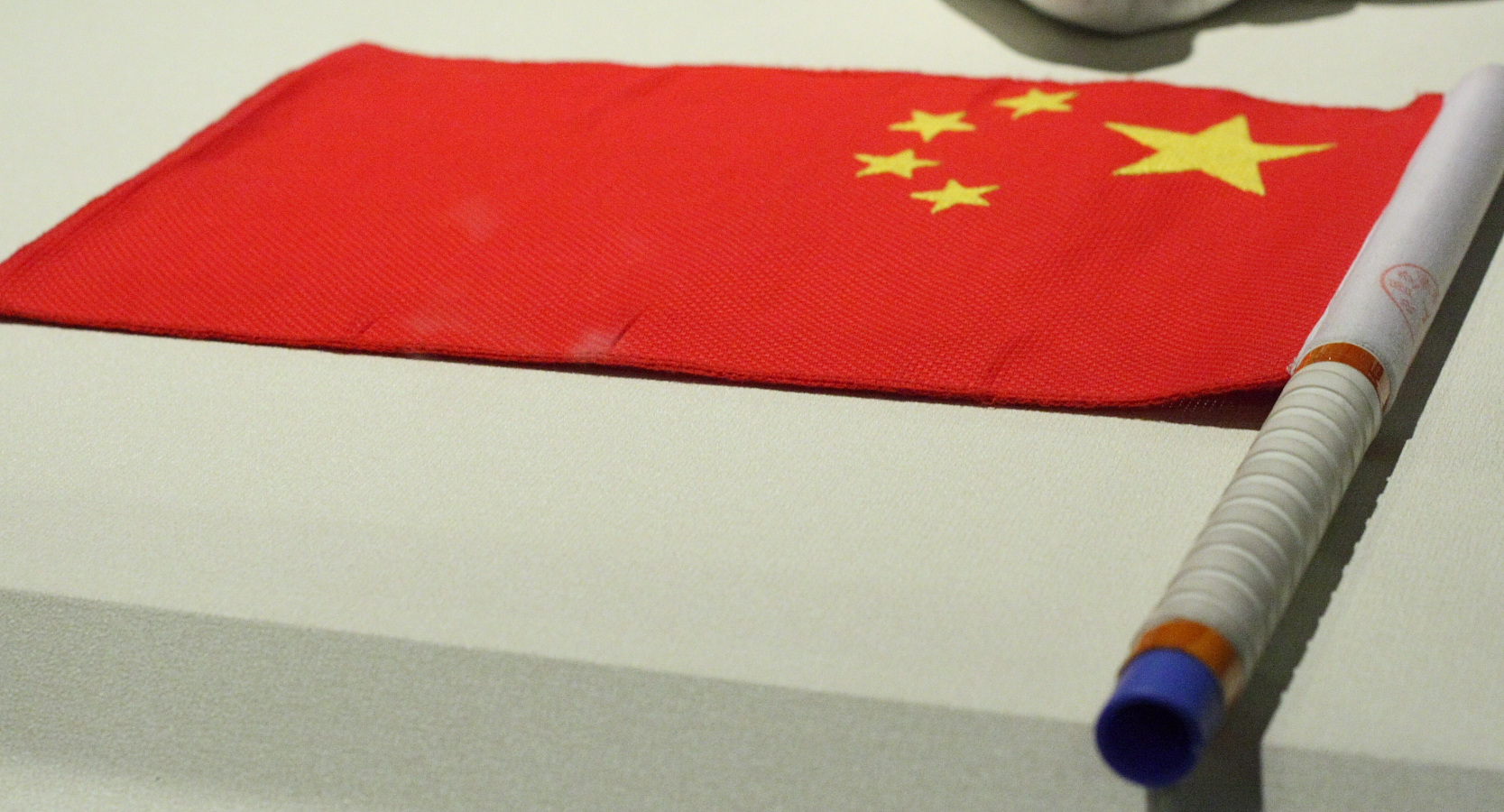
Le drapeau agité par Zhai Zhigang exposé au Hong Kong Space Museum le 6 décembre 2008.

Le 27 septembre, Zhai Zhigang, vêtu d'une combinaison spatiale Feitian conduisit une sortie extra-véhiculaire de 22 minutes, la première effectuée par un astronaute chinois,. Zhai glissa hors du module orbital la tête la première aux alentours de 08:43 UTC et se déplaça autour du module, récupérant des échantillons expérimentaux et brandissant le drapeau chinois dans l'espace. La sortie dura environ 20 minutes puis Zhai retourna à l’intérieur du module vers 09:00 UTC. Cette première sortie fut d'une portée limitée, Zhai étant accroché par des câbles à une main courante et son trajet ne s'éloignait pas des sorties. Liu Boming, vêtu d'une combinaison Orlan-M resta dans le sas du module orbital afin de fournir une aide si nécessaire. Liu a également mené une EVA, débutant à 08:58 UTC pour remettre le drapeau chinois à Zhai. Le troisième taïkonaute, Jing Haipeng est resté dans le module de rentrée pour surveiller la situation générale du vaisseau. À 9:00 UTC, tous les taïkonautes retournèrent dans le module et l'écoutille fut fermée. Cette sortie a été diffusée en direct par les médias chinois et deux caméras fournirent des images panoramiques.
Une alarme d'incendie a été reportée au centre de contrôle au début de l'EVA mais il a été confirmé qu'il s'agissait d'une fausse alerte,.

### Libération d'un satellite miniature

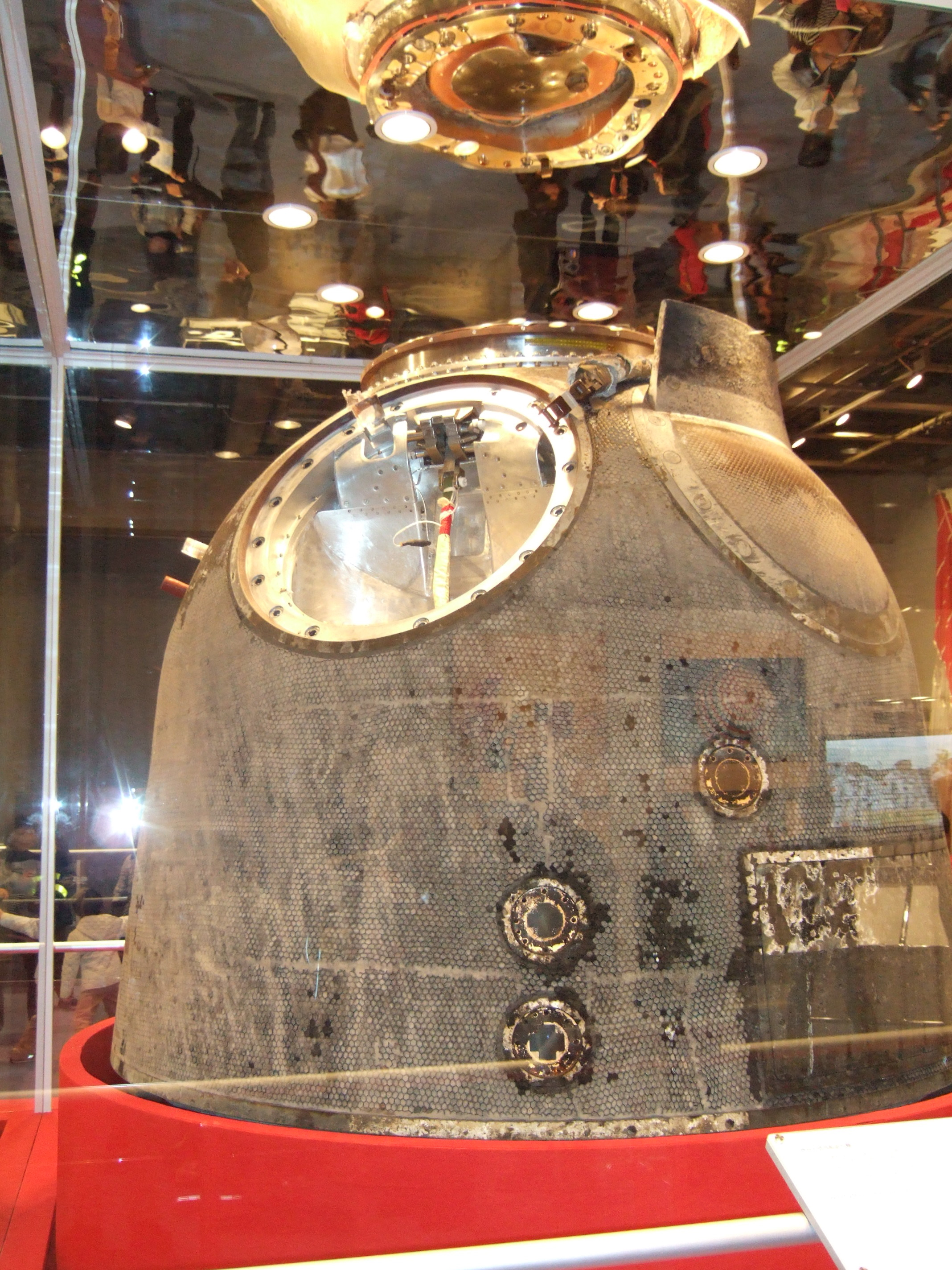
La capsule de rentrée de Shenzhou 7.

Un satellite miniature nommé Ban Xing a été lâché durant la mission le 27 septembre à 11:24 UTC, après le retour de Zhai sans le module. Ce satellite a la forme d'un cube d'environ 40 cm de long et d'une masse de 40 kg et équipé d'un petit dispositif de propulsion et de 2 caméras stéréo de 150 mégapixels chacune. Les tâches de ce satellite inclurent le test de la technologie des mini-satellites, l'observation et la surveillance du vaisseau spatial, et le test de la technologie de suivi et de l'approche utilisée pour les rendez-vous spatiaux et les amarrages. Cette dernière technologie sera utilisée lors du programme Shenzhou 8 et de son amarrage à la station orbitale Tiangong 1, le 3 novembre 2011.
BanXing prit des photos et des vidéos près du module orbital manœuvrant à environ 100 à 200 km de distance du vaisseau spatial. Après que le module de rentrée se soit séparé du module orbital et soit rentré dans l'atmosphère, le satellite a rattrapé le module spatial en orbite à l'aide d'un moteur fonctionnant à l'ammoniac liquide puis continua à orbiter autour du module spatial. Le mini-satellite fonctionnera pendant environ trois mois.

### Relais de données par satellite
La Chine lança son premier satellite de relais de données, nommé Tianlian I (天链一号), depuis la base de lancement de Xichang par une fusée Longue Marche 3C le 25 avril 2008. Il fut utilisé pour accélérer les communications entre le vaisseau Shenzhou 7 et les stations au sol et pour améliorer la quantité de données pouvant être transférée au sol. Seul, Tianlian peut couvrir 50 pour cent de l'orbite de Shenzhou 7 tandis que les navires de classe Yuanwang et les dix stations d'observation au sol ne peuvent en couvrir que 12 pour cent. La couverture totale de la mission est donc de 62 pour cent.

### Expérimentation de lubrifiant solide
Les scientifiques ont mené une expérience d'exposition de lubrifiant solide au cours de la mission. Une pièce d'équipement de la taille d'un livre a été installé sur le mur extérieur du module orbital, et a été récupéré par la suite au cours de la sortie extra-véhiculaire, après avoir été exposée dans l'espace pendant plus de 40 heures. L'expérience visait à étudier un lubrifiant qui sera utilisé pour des composants mobiles dans des missions spatiales futures.

## Controverses

### Incident de propagande
Une dépêche titré Nuit sans sommeil au-dessus du Pacifique, observation des lumières et contrôle de la trentième rotation du vaisseau spatial Shenzhou 7 décrivant la mission spatiale chinoise du 25 septembre et antidaté du 27 septembre a été diffusée par erreur plusieurs heures avant que les taïkonautes ne décollent effectivement du site de lancement. L'agence Chine nouvelle a mis en ligne cette nouvelle rédigée comme si les trois occupants du vaisseau spatial avaient déjà été envoyés dans l'espace.

### Passage à proximité de la Station spatiale internationale
Selon l'United States Strategic Command, le 28 septembre 2008 à 15:07 UTC, le vaisseau Shenzhou 7 passa à moins de 45 km de la Station spatiale internationale. La Chine n'a pas répondu aux demandes de renseignements au sujet de la raison pour laquelle elle a laissé son vaisseau passer si près de la station spatiale. Richard Fisher, diplômé senior du International Assessment and Strategy Center, a noté, dans un article d'opinion dans le Wall Street Journal, que le Shenzhou 7 avait lancé son satellite compagnon BX-1 quatre heures plus tôt. Le IASC est un Think tank axé sur les questions de sécurité à moyen et à long terme et leur impact sur la sécurité des États-Unis et ses principaux alliés. Il note « les antécédents de la Chine à utiliser l'ensemble de ses missions Shenzhou depuis 1999 comme des missions civilo-militaires » et émet l'hypothèse que la Chine pourrait avoir profité de l'occasion de passer près de la station spatiale pour tester une technologie d'interception antisatellite « co-orbitale ».